# Badminton-Südamerikameisterschaft 2020
Die Badminton-Südamerikameisterschaft 2020 fand vom 7. bis zum 13. Dezember 2020 in Lima in Peru statt.

## Sieger und Platzierte
| Disziplin    | Gold | Silber | Bronze |
| ------------ | --- | --- | --- |
| Herreneinzel | Daniel La Torre | Nicolás Macías | Santiago Otero |
| Herreneinzel | Daniel La Torre | Nicolás Macías | José Guevara |
| Dameneinzel  | Daniela Macías | Inés Castillo | Fernanda Munar |
| Dameneinzel  | Daniela Macías | Inés Castillo | Ariane Nakasone |
| Herrendoppel | Diego Mini José Guevara | Daniel La Torre Diego Subauste                                                                                          | Nicolas Oliva Santiago Otero |
| Herrendoppel | Diego Mini José Guevara | Daniel La Torre Diego Subauste                                                                                          | Nicolás Macías Santiago De La Oliva |
| Damendoppel  | Dánica Nishimura Daniela Macías | Inés Castillo Paula La Torre                                                                                            | Fernanda Munar Rafaela Munar |
| Damendoppel  | Dánica Nishimura Daniela Macías | Inés Castillo Paula La Torre                                                                                            | Airi Moromisato Andrea Flores |
| Mixed        | Daniel La Torre Paula La Torre | Diego Mini Dánica Nishimura                                                                                             | José Guevara Micaela Castillo Salazar |
| Mixed        | Daniel La Torre Paula La Torre | Diego Mini Dánica Nishimura                                                                                             | Miguel Angel Quirama Tuberquia Juliana Giraldo Andrade                                                                                         |
| Mannschaft   | Peru José Guevara Nicolas Macías Diego Mini Santiago de la Oliva Brian Roque Diego Subauste Daniel La Torre Inés Castillo Micaela Castillo Micaela Flores Daniela Macías Inés Mendoza Dánica Nishimura Ingrid Salas Fernanda Saponara Rivva Paula La Torre | Argentinien Mateo Jara Mateo Maira Nicolas Oliva Santiago Otero Ailén Oliva Iona Gualdi Pilar Fernández Yovela Petrucci | Kolumbien Jhon Berdugo Luis Miguel Camacho Borrero Mario Andres Quimbaya Miguel Angel Quirama Juliana Giraldo Karen Patiño María Julieth Pérez |

## Teams
| Platz | Team        | Pld | W | L | MF | MA | MD  | GF | GA | GD  | PF  | PA  | PD   | Pts | Qualifikation |
| ----- | ----------- | --- | - | - | -- | -- | --- | -- | -- | --- | --- | --- | ---- | --- | ------------- |
| 1     | Peru        | 3   | 3 | 0 | 15 | 0  | +15 | 30 | 0  | +30 | 630 | 272 | +358 | 3   | 1.            |
| 2     | Argentinien | 3   | 2 | 1 | 8  | 7  | +1  | 16 | 15 | +1  | 501 | 467 | +34  | 2   | 2.            |
| 3     | Kolumbien   | 3   | 1 | 2 | 7  | 8  | −1  | 15 | 17 | −2  | 520 | 517 | +3   | 1   | 3.            |
| 4     | Bolivien    | 3   | 0 | 3 | 0  | 15 | −15 | 1  | 30 | −29 | 246 | 641 | −395 | 0   | 4.            |